# Rozzano
Rozzano es un municipio de 39.541 habitantes que se halla en las afueras de Milán, en el recorrido que une la capital lombarda a Pavia.

## Evolución demográfica
| Gráfica de evolución demográfica de Rozzano entre 1861 y 2001 |
|                                                               |
| Fuente ISTAT - elaboración gráfica de Wikipedia               |

## Lugares de interés
- El castillo Visconteo de Cassino Scanasio a lo mejor del siglo XIV.
- La "Fondazione Arnaldo Pomodoro", que alberga obras de este escultor hechas entre el 1955 y el 1990.
- Un museo dedicado al coche.

## Transportes

### Aeropuerto
Los aeropuertos más cercanos son el de Linate y el de Malpensa.

### Conexiones viales
La conexión vial principal es la autopista A50 "Tangenziale Oeste de Milán". 

### Conexiones ferroviarias
En Rozzano no hay alguna estación de ferrocarril.

### Transportes urbanos
Una tranvía, indicada por el número 15, une Rozzano con el centro de  Milán. Además, hay otras líneas de buses que unen Rozzano con Milán, Pieve Emanuele, Locate Triulzi, Basiglio, Zibido San Giacomo y Binasco gestionados por ATM y Autoguidovie.
- Datos: Q42794
- Multimedia: Rozzano / Q42794

1. ↑  Worldpostalcodes.org, código postal n.º 20089.
2. ↑  «Codici Catastali». Comuni-italiani.it (en italiano). Consultado el 29 de abril de 2017.